# Taiblor
Taiblor (Taeblor, Teblor) ist ein osttimoresischer Ort im Suco Bandudato (Verwaltungsamt Aileu, Gemeinde Aileu).

## Geographie und Einrichtungen
Taiblor befindet sich im Süden der gleichnamigen Aldeia. Südlich führt an dem Ort die Überlandstraße von Aileu nach Maubisse vorbei, die die Grenze zum Suco Lahae bildet. Südwestlich befindet sich das Dorf Lacasori. Westlich liegt beiderseits der Straße das Dorf Erluly-Daisoli. Zwischen ihm und Taiblor befindet sich ein Steinbruch. Ein kleiner Flusslauf fließt östlich von Taiblor in Richtung Norden zum Daisoli, einem Nebenfluss des Nördlichen Lacló.
In Taiblor steht die einzige Grundschule des Sucos, die Escola Básico Taiblor. Im Norden des Ortes steht ein Uma Lisan, ein heiliges Haus für traditionelle Rituale, wie die Wahl des Lian Nain.